# Златки блестящие
Златки блестящие (лат. Phaenops) — род жуков-златок из подсемейства Buprestinae.

## Описание
Первый сегмент задних лапок значительно короче второго и третьего сегментов, вместе взятых. Надкрылья в задней трети дуговидно сужены и широко округлены на вершинах.

## Список видов
В состав рода входят:
- вид: Phaenops abies (Champlain & Knull, 1923)
- вид: Phaenops aeneola (Melsheimer, 1845)
- вид: Phaenops aerea Ganglbauer, 1886
- вид: Phaenops californica (Van Dyke, 1918)
- вид: Phaenops carolina (Manee, 1913)
- вид: Phaenops caseyi (Obenberger, 1944)
- вид: Phaenops cyanea (Fabricius, 1775)
- вид: Phaenops delagrangei (Abeille de Perrin, 1891)
- вид: Phaenops drummondi (Kirby, 1837)
- вид: Phaenops formaneki Jakobson, 1913
- вид: Phaenops fulvoguttata (Harris, 1830)
- вид: Phaenops gentilis (LeConte, 1863)
- вид: Phaenops guttulata (Gebler, 1830)
- вид: Phaenops horni (Obenberger, 1944)
- вид: Phaenops intrusa (Horn, 1882)
- вид: Phaenops knoteki Reitter, 1898
- вид: Phaenops lecontei (Obenberger, 1928)
- вид: Phaenops marmottani (Fairmaire, 1868)
- вид: Phaenops obenbergeri (Knull, 1952)
- вид: Phaenops obtusa (Horn, 1882)
- вид: †Phaenops peakischkulensis Alexeev, 1996
- вид: Phaenops piniedulis (Burke, 1908)
- вид: Phaenops sumptuosa (Abeille de Perrin, 1904)
- вид: Phaenops vandykei (Obenberger, 1944)